# Hoffmann (Band)
Hoffmann ist eine österreichische Popband, die 2006 gegründet wurde. 

## Geschichte
Ursprünglich begann sie als "Fun"-Musikgruppe und übte ihren ersten Auftritt bei einer Firmenfeier aus, wurde aber später mit dem Song zur Fußball-Europameisterschaft 2008 Wir werden Europameister bekannt. Die Kronen Zeitung unterstützte die Band, indem die Leser gebeten wurden, ihre eigenen Gesangsbeiträge auf eine Mobilbox zu singen. Jeder Beitrag wurde dem Lied hinzugefügt, sodass sich ein Stadionchor ergab. Außerdem wurde mit den bekannten Produzenten Klaus Biedermann (u. a. Bingoboys, Falco) und Christian Seitz (DJ Ötzi) zusammengearbeitet.
Nach der Veröffentlichung am 30. Mai stieg das Lied in die Ö3 Austria Top 40 ein und erreichte zwischenzeitlich Platz 32.